# Sarbia damippe
Espèce
Sarbia damippe est une espèce de lépidoptères de la famille des Hesperiidae, de la sous-famille des Pyrginae et de la tribu des Pyrrhopygini.

## Dénomination
Sarbia damippe a été décrit par Paul Mabille et Eugène Boullet en 1908.

### Nom vernaculaire
Sarbia damippe se nomme Damippe Firetip en anglais.

## Description
Sarbia damippe est un papillon au corps trapu noir avec la tête et l'extrémité de l'abdomen rouge et des taches rouges sur la partie ventrale de l'abdomen.
Les ailes sont de couleur marron brillant avec aux aile antérieures deux larges bandes crème une partielle postdiscale depuis le bord costal l'autre du bord costal au bord interne et une aux ailes postérieures du bord costal au bord interne, près de l'angle anal.

## Écologie et distribution
Sarbia damippe est présent au Brésil.

### Protection
Pas de statut de protection particulier.